# Aphrodes ochromelas
Aphrodes ochromelas är en insektsart som beskrevs av Gmelin 1789. Aphrodes ochromelas ingår i släktet Aphrodes och familjen dvärgstritar. Inga underarter finns listade i Catalogue of Life.